# Сонкорабад (Альборз)
Сонкорабад (перс. سنقرآباد‎) — село на севере Ирана, в остане Альборз. Входит в состав шахрестана Саводжболаг. Является частью дехестана (сельского округа) Рамджин бахша Чехарбаг.

## География
Село находится в южной части Альборза, к югу от хребта Эльбурс, на расстоянии приблизительно 10 километров к западу от Кереджа, административного центра провинции. Абсолютная высота — 1276 метров над уровнем моря.

## Население
По данным переписи 2006 года население села составляло 1376 человек (734 мужчины и 642 женщины). В Сонкорабаде насчитывалось 337 семей. Уровень грамотности населения составлял 68,31 %. Уровень грамотности среди мужчин составлял 70,44 %, среди женщин — 65,89 %.